# Pomatorhinus swinhoei
El cimitarra flanquigrís (Pomatorhinus swinhoei) es una especie de ave paseriforme de la familia Timaliidae endémica de China.

## Distribución y hábitat
Se encuentra únicamente en el sudeste de China. Su hábitat natural son los bosques húmedos subtropicales.